# Предаване на казаците при Лиенц
Предаването на казаците при Лиенц е трагичен инцидент след края на Втората световна война.
Съгласно договореностите от Ялтенската конференция между Сталин и Чърчил британското правителство се задължава да предаде след края на войната на СССР всички лица, граждани на СССР към 1939 г.
Британската армия предава на съветската армия много емигранти, нямащи нищо общо със съветското гражданство (вкл. и граждани на България, Франция и Югославия) – повече от 25 000 донски, кубански и терски казаци (воювали на страната на Вермахта), цивилни мъже, жени и деца са предадени на Червената армия, където ги очаквал съд.
В края на войната през април 1945 г. Казашкият конен полк, начело с генералите Доманов и Шкуро, се предава на британските войски без съпротива, заявявайки, че техен враг е СССР и че са готови да служат на Великбритания.
Британската армия обещава на казаците, че няма да бъдат репатрирани и ги настанява в лагер близо до град Лиенц, провинция Тирол, Австрия. Малко след това британското командване задържа казашките офицери с намерение да ги предаде на Съветската армия. Започва сблъсък между обезоръжените казаци и британските войници, прераснал в ръкопашна битка, принуждавайки казаците да се качат в камионите и отправяйки ги в ръцете на техните врагове.
Няма точни данни за броя на убитите, но в акцията по експедицията в този и други лагери, са загинали от хиляди до 13 000 души.
Около 700 казаци са погребани в гроб край гробището на Лиенц, повече от 600 емигранти са изхвърлени в реката (вкл. жени и деца) и гробовете им са по нейното протежение.
Всяка година на 1 юни Руската православна църква зад граница (емигрантска) провежда панихида на гробището на Лиенц.
Събитията са описани от очевидеца Николай Дмитриевич Толстой-Милославски в книгата „Жертвите на Ялта“. През 1982 г. авторът на книгата е даден на съд, а книгата е иззета принудително.